# Oswald Eggenberger
Oswald Eggenberger (* 4. August 1923 in Schwanden, Kanton Glarus; † Februar 2003) war reformierter Pfarrer, Gründer der Evangelischen Informationsstelle: Kirchen – Sekten – Religionen und Autor zahlreicher Bücher über Sekten und Neue religiöse Bewegungen.

## Leben
Oswald Eggenberger war der Sohn des gleichnamigen reformierten Pfarrers. Er wuchs in Schwanden und Speicher auf und besuchte in Trogen die Kantonsschule. Er studierte evangelische Theologie in Zürich, Basel und Genf. Er promovierte in Kirchengeschichte und wurde 1948 nach einem Vikariat in Thalwil ordiniert. Er war Gemeindepfarrer in Davos Frauenkirch, Richterswil, Mönchaltorf und Zürich-Wollishofen. 1984 wurde er Dekan des Kapitels Zürich links der Limmat.
Im November 1963 gründete er die „Evangelische Orientierungsstelle: Kirchen, Sondergruppen, religiöse Bewegungen“. Sechs Jahre später erschien sein Handbuch Die Kirchen, Sondergruppen und religiösen Vereinigungen, das erstmals einen Gesamtüberblick über die religiöse Landschaft der Schweiz gab. Bis 1994 gab er fünf weitere Auflagen dieses Buchs heraus, das 2003 von Georg Schmid und dessen Sohn Georg Otto Schmid als Kirchen, Sekten, Religionen vollständig überarbeitet herausgegeben wurde.
Sein Buch …Neben den Kirchen, das sich eingehender mit einigen christlichen Freikirchen befasst, erlebte von 1979 bis 1990 neun Auflagen. Daneben veröffentlichte er noch Bücher über die Neuapostolische Kirche, die Pfingstbewegung und volksmissionarische Bewegungen in der Schweiz.

## Werke
- Die Neuapostolische Gemeinde. Ihre Geschichte und Lehre dargestellt und beurteilt. Kaiser (= Beiträge zur evangelischen Theologie 18), München 1953.
- Wie beurteilt man eine Sekte? Zwingli, Zürich 1955.
- Evangelischer Glaube und Pfingstbewegung. Mit besonderer Berücksichtigung der Verhältnisse in der Schweiz. EVZ, Zollikon 1956.
- Kleine Sektenkunde. Verlag der Jungen Kirche, Zürich 1963.
  - 7. überarbeitete und ergänzte Auflage als: Sektenkompass. Junge Kirche/Zwinglibund, Zürich 1996.
- Neue Apostel? Darstellung und Kritik der neuapostolischen Gemeinschaft. Kreuz, Stuttgart 1964.
- Die Freikirchen in Deutschland und in der Schweiz und ihr Verhältnis zu den Volkskirchen. Zwingli, Zürich 1964.
- Die Kirchen, Sondergruppen und religiösen Vereinigungen. Ein Handbuch.  6., überarbeitete und erweiterte Auflage, TVZ, Zürich 1994 (Erstausgabe 1969), ISBN 3-290-11639-5.  
  - Neuausgabe als: Kirchen, Sekten, Religionen. Religiöse Gemeinschaften, weltanschauliche Gruppierungen und Psycho-Organisationen im deutschen Sprachraum. Ein Handbuch. 7., überarbeitete und erweiterte Auflage. TVZ, Zürich 2003, ISBN 978-3-290-17215-2.
- Die evangelistischen und volksmissionarischen Unternehmen in der Schweiz. Evangelische Orientierungsstelle, Mönchaltorf 1971.
- …Neben den Kirchen. Gemeinschaften, die ihren Glauben auf besondere Weise leben wollen. Informationen, Verständnishilfen, Auseinandersetzung, kritische Fragen (mit Hans D. Reimer). Christliche Verlagsanstalt, Konstanz 1979; 9. Auflage 1990.
  - „Katholische Ausgabe“ als Umwege zum Heil? Hrsg. von Friederike Valentin, Herold, München / Wien 1980, ISBN 3-7008-0191-2.